# Iina Salmi
Iina Reeta Salmi (født 12. oktober 1994) er en kvindelig finsk fodboldspiller, der spiller angreb for den spanske Valencia i Primera División og Finlands kvindefodboldlandshold. Hun har tidligere spillet for de hollandske Ajax i Eredivisie og IF Limhamn Bunkeflo og FC Rosengård i den bedste svenske række Damallsvenskan. Derudover har hun i tre omgange spillet for de finske topklubber PK-35 Vantaa og HJK, i Kansallinen Liiga.
Salmi debuterede for det finske A-landshold i marts 2016 mod Wales og deltog ved U/20-VM i fodbold for kvinder 2014 i Canada.